# Санамсай

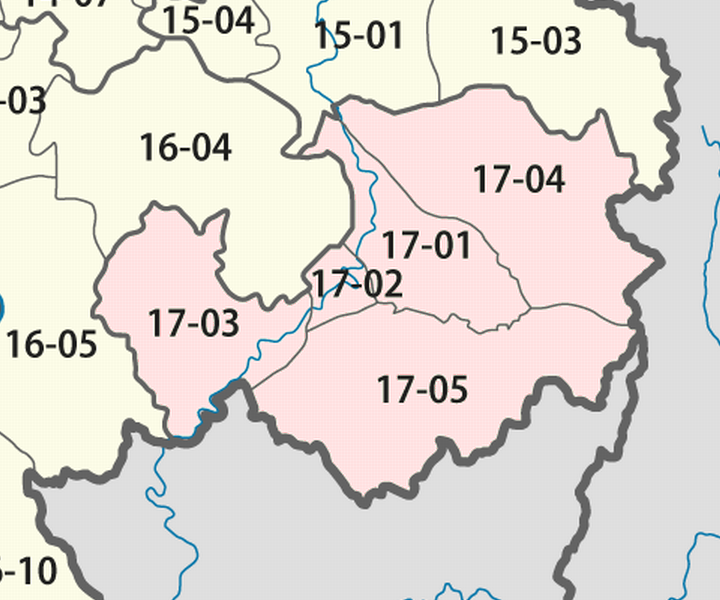
число 17-03

Санамсай — один з районів (лаос. ເມືອງ муанг) провінції Аттапи, Лаос.